# 伊坦·帕兹失踪案
伊坦·卡利尔·帕兹（/ˈeɪtɑːn ˈpeɪts/，1972年10月9日—1979年5月25日，2001年被宣告死亡）是一位于1979年5月25日失踪的美国儿童，在纽约曼哈顿下城失踪时年仅6岁。他是纽约市历史上最有名的一位失踪儿童。这起失踪案激发了全美社会共同寻找失踪儿童的行动，推动了相关法案的通过，促成了多种全社会共同协助搜索失踪儿童的方法，也彻底改变了美国家长对儿童安全的看法。帕兹失踪的纪念日也被定为美国全国失踪儿童日和国际失踪儿童日，以提升公众对儿童失踪案的认识和警觉。
案件调查持续了多年，但仍然悬而未决。警方曾于1980年代确定一名嫌疑人何塞·安东尼奥·拉莫斯（José Antonio Ramos），然而因证据不足而未能起诉。2001年，纽约警方宣告伊坦·帕兹死亡，搜索他生还下落的工作随即停止。案件的调查一度中断。2010年，纽约县（曼哈顿）地方检察院重启了这起失踪案的调查。两年后，新的嫌疑人佩德罗·埃尔南德斯（Pedro Hernández）被警方逮捕。他在供词中承认自己拐骗并杀害了伊坦·帕兹，但除此之外无任何物证能证明他犯下此案。而这名嫌疑人曾患有精神疾病，证词能否取信也引发争议。2012年，埃尔南德斯被正式提起诉讼，案件审理过程多次陷入僵局。2015年，案件的审判重启，因陪审员未能达成一致裁决而需重审。2017年2月14日，陪审团裁定埃尔南德斯罪名成立。

## 背景和经过
伊坦·帕兹家居住在纽约曼哈顿苏豪区。1970年代，这一区域内大量工厂建筑被空置，夜间的街道尤为荒凉危险。一群艺术家受到此地低廉租金和大量空间的吸引，在这此时逐渐开始进入这个区域。伊坦的父亲斯坦利（Stanley Patz）是一位专业摄影师，母亲朱莉（Julie Patz）则经营着一家日托中心。二人共同养育了包括伊坦在内的三个孩子。
1979年5月25日早晨，当地一场长达六周的校车司机罢工刚刚结束，校车也在这天恢复了正常运行。罢工期间，朱莉特地雇了一名女子负责每日送伊坦上学。如今罢工已经结束，伊坦·帕兹便向母亲请求自己独自出门步行到两个街区外乘坐校车。帕兹家住在王子街（Prince Street）一座工厂改建的公寓内，公寓附近居民有严密的组织，共同保护附近的儿童；伊坦又是一个很听话的乖孩子，所以朱莉便同意了儿子的请求。这是伊坦第一次独自出门，他戴着蓝色的帽子，穿着蓝色的衣服和裤子，还穿着蓝色的运动鞋，背着蓝色的书包。朱莉目送伊坦走过了第一个路口转弯后便回到房内，这个路口距校车站只有150英尺（46）的路程。校车于早上8:10到达校车站，然而伊坦却没有坐上校车。伊坦的老师在上午发现他没有到学校，但是没有向校长报告此事。
下午15:15，校车送放学的孩子回到了车站，但直到15:30，伊坦还没有回到家中，朱莉开始慌张了。她问了邻居之后才从邻居家的女儿那里得知伊坦并没有去上学。得知此事之后，朱莉立刻报了警，斯坦利闻讯也立刻赶回家中。当晚，警方即展开了大规模的紧张搜查，近百名警员投入工作。午夜突然下起了雨，路上的气味可能已经被雨水冲刷掉了一部分，而警犬队于次日清晨才加入了搜索。搜索范围在第二天也扩大到14街和巴特里公园之间的整个曼哈顿南端区域。调查之初，警方将帕兹夫妇列为嫌疑人，但很快排除了二人的嫌疑。搜索工作持续了数周未获得进展。
警方和邻居都参与到大规模的全城搜索中，整座城市都张贴了印有伊坦·帕兹的头像的寻人启事，警方还开通了免费热线供人们提供线索，但几乎未能获得有价值的信息。媒体也报道了大量的错误线索。伊坦的父亲斯坦利利用自己身为摄影师的身份，提供了大量自己为儿子拍摄的照片协助搜索。这些照片被印刷到儿童海报和牛奶盒上，甚至在时代广场的大屏幕中播放，以鼓动社会帮助寻找其下落。
5月27日，一名证人向警方报告称自己曾见到一名符合伊坦的外貌描述的男孩与一名“长相可疑的”男子在帕兹家附近的地方聊天。目击的地点距离朱莉最后一次见到伊坦的地点有三个街区。这名证人在催眠状态中回忆起该可疑男子是白人，年龄在40岁上下，脸上有雀斑，头发染成了金色。证人并不能确定看到的男孩就是伊坦本人，因而这一线索的可靠程度有限，但警方依然将这一线索列入可能。6月6日，警方在经过13天的全力搜索之后仍然一无所获，应急响应状态在这一天正式终止。数年之后，案件仍然悬而未决。

## 调查

### 1980－90年代：未起诉的嫌疑人
1985年，助理检察官斯图尔特·格拉博伊斯（Stuart R. GraBois）接手继续调查案件，认为一名男子何塞·安东尼奥·拉莫斯（José Antonio Ramos）在此案件中有重大嫌疑。这名男子是波多黎各裔，1943年7月23日出生于布朗克斯，有多次对儿童实施性侵犯的犯罪记录。1982年，拉莫斯居住在布朗克斯期间时，有一些男童指控他曾试图引诱他们进入一条下水道。警方对这条下水道进行搜查之后在其中发现了大量拉莫斯和其他年轻男孩在一起的照片，照片中的男孩与失踪的伊坦都有相似的浅色头发。拉莫斯在当时接受调查时承认自己认识那名在罢工期间送伊坦上学的保姆，但是拒绝向警方提供更多信息，并表示自己与伊坦案无关。格拉博伊斯在调查中发现拉莫斯已经在宾夕法尼亚州因涉嫌另一起与伊坦无关的儿童骚扰案而被捕，并决定趁此对他进行深入调查。拉莫斯在接受讯问时，承认在伊坦失踪当天曾把一个小男孩带回家意图强奸，但因男孩“没什么兴趣”而只得放弃。他表示自己“90%确定”那正是随后他在电视上看到的那个男孩，还称自己随后也参与了公众的搜索行动。拉莫斯没有明确说出“伊坦·帕兹”这个名字，而且称自己当时最后送男孩乘上地铁离开前往那个男孩住在华盛顿高地的亲戚家，然而事实上帕兹家并没有亲戚住在那里。一名线人随后向格拉博伊斯和联邦调查局特工玛丽·加里根（Mary Galligan）检举称，拉莫斯曾向他坦承自己知道伊坦一案的内幕，甚至还画出了伊坦乘坐的校车线路图并且清楚地知道帕兹家附近车站的具体位置。
拉莫斯始终是案件的首要嫌疑人，然而警方在本案中始终没有获得足够的证据起诉他。2001年，伊坦被宣告死亡，搜索他生还下落的工作也随即停止。而伊坦的父母则在2004年对拉莫斯提起了民事诉讼，法官判定拉莫斯对伊坦的死亡负有责任，并赔偿帕兹夫妇200万美元。拉莫斯拒绝承认自己与案件有关，而帕兹夫妇也没有拿到赔偿款。拉莫斯则在此前因另一起儿童骚扰案而被判处了20年有期徒刑。在每年伊坦的生日和失踪日，斯坦利都会给拉莫斯寄一张自己儿子的寻人启事，并在背后写上同样的一句话：“你对我的孩子做了什么？”（"What did you do to my little boy?"）2012年11月7日，拉莫斯刑满释放，但很快因违反《梅根法案》而再次被捕。

### 2010年代：重启调查，最终判决
2010年5月25日，曼哈顿地区检察官小塞勒斯·万斯重启了案件的调查。2012年4月19日，联邦调查局和纽约市警察局搜查了苏豪区帕兹家附近位于王子街127B的一处地下室。有证据表明，在1979年伊坦失踪后不久，这处地下室就被人重新翻修。这个地下室是一个木匠的工作室和仓库，这个木匠和其他的很多邻居一样，在伊坦失踪前的一段时间内一直和他有接触。伊坦失踪前一天曾在他的店中帮忙，而这个木匠也给了他一美元作为回报。在搜查了四天之后，调查人员没有发现人类遗骸或尸骨等“确凿证据”。
2012年5月，纽约警方逮捕了一名涉嫌伊坦·帕兹失踪案的男子。该嫌疑男子名为佩德罗·埃尔南德斯（Pedro Hernández），这名男子出生于波多黎各，后来随家庭搬到肯顿居住，在案发前一年已经搬到曼哈顿苏豪区居住，案发时年龄19岁。案发一个月之后，他又搬回了新泽西州居住。他的姐妹诺尔玛·埃尔南德斯（Norma Hernández）和肯顿当地的一位教会领导人托马斯·里维拉（Tomás Rivera）向警方表示，埃尔南德斯曾在1980年代初向他们坦白过自己谋杀了伊坦·帕兹，并称他坦白时还有几名教友在场。诺玛还表示埃尔南德斯的告解“已经是全家人公开的秘密”。5月24日，这名男子向警方承认自己勒死了伊坦·帕兹。伊坦在出门之前曾经告诉父母，自己想用前一天邻居木匠给他的一美元买一瓶苏打水，而埃尔南德斯当时正是附近一家小商店的员工，伊坦很可能走进过这家商店。埃尔南德斯还称自己勒死了伊坦之后把尸体丢进了垃圾堆。他被控犯有二级谋杀罪，但律师辩护称他曾有幻觉和思觉失调等多种精神病史。警方亦没有发现埃尔南德斯行凶的动机，也没有任何物证可以佐证埃尔南德斯的供词，包括伊坦的尸体也从未被发现。
2012年11月14日，纽约一个大陪审团决定对埃尔南德斯正式提起诉讼，起诉的罪名是二级谋杀罪和一级绑架罪。而埃尔南德斯则做出无罪的抗辩。案件的调查继续进行，警方也仍在搜集与案件相关的证据。
2013年4月，埃尔南德斯的一位辩护律师哈维·菲什拜因（Harvey Fishbein）提出动议要求撤销案件，他提出证据表示埃尔南德斯的供词是在警方连续七小时的逼供后作出，无法取信。5月，法院裁定动议无效，案件可以继续审理。12月，新的证据表明埃尔南德斯曾对自己的妻子施行家庭暴力，还有性侵犯和吸毒的前科。纽约法庭本预定于2014年再次开庭审理，但因必须对埃尔南德斯进行精神测试而不得不推迟。
2015年，纽约法庭正式开庭对埃尔南德斯涉嫌伊坦·帕兹失踪一案作出进一步审理。但陪审团始终不能达成统一意见，案件审理也陷入僵局。5月9日，纽约法庭宣告案件流审，将于日后再次开庭审理。伊坦的父亲斯坦利本人相信埃尔南德斯有罪，对这一结果表示“非常失望”。2017年2月14日，曼哈顿法庭的陪审团正式裁定埃尔南德斯绑架和谋杀罪名成立。埃尔南德斯被判处终身监禁，25年内不得假释。斯坦利感谢了陪审团的决定，并表示“永远不会原谅”埃尔南德斯。

## 后续影响
为了纪念此案，1983年，时任美国总统罗纳德·里根宣布将伊坦失踪的这一天，即5月25日，确立为每年的美国全国失踪儿童日，以提升公众对儿童失踪的意识，鼓励家长和社会各界共同为消除儿童失踪案作出努力，同时纪念为儿童安全事业作出贡献者。不久之后，许多国家纷纷效仿，将这一天确立为国际失踪儿童日。
这一起失踪案引发了媒体的广泛关注，也促使公众加强了对失踪儿童的重视。人们开始尽量不让儿童独自步行上学。1980年代中期，美国开始流行牛奶盒公益广告行动，这也是在此案的影响下诞生的。在这一行动中，牛奶商在牛奶包装盒的侧面画上失踪儿童的寻人启事以鼓动民众一同寻找，而伊坦本人便是第一个被画到牛奶盒寻人启事上的失踪儿童。此外，“陌生人危险”这一理念也渐渐深入人心。